# Johann Dietrich Alfken
Johann Dietrich Alfken est un entomologiste allemand, né le 11 juin 1862 à Francfort-sur-le-Main et mort le 14 février 1945 à Ruttersdorf.

## Liste partielle des publications
- 1903 : Beitrag zur Insectenfauna der Hawaiischen und Neuseenländischen Inseln. (Ergebnisse einer Reise nach dem Pacific.) Schauinsland 1896-97. Zoologischen Jahrbüchern. Abtheilung für Systematik, Geographie und Biologie der Thiere 19 : 561-628.